# Am Djarass
Am Djarass, também escrito como Amdjarass (em árabe: أم جرس; Umm Jars; "A mãe com o sino") é uma pequena cidade localizada no sudoeste do Chade. É a capital da província de Ennedi Leste e possuía uma população de 20 850 habitantes de acordo com o censo de 2009.